# Kobyla Góra (Opole)
Pour l’article homonyme, voir Kobyla Góra (Grande-Pologne).

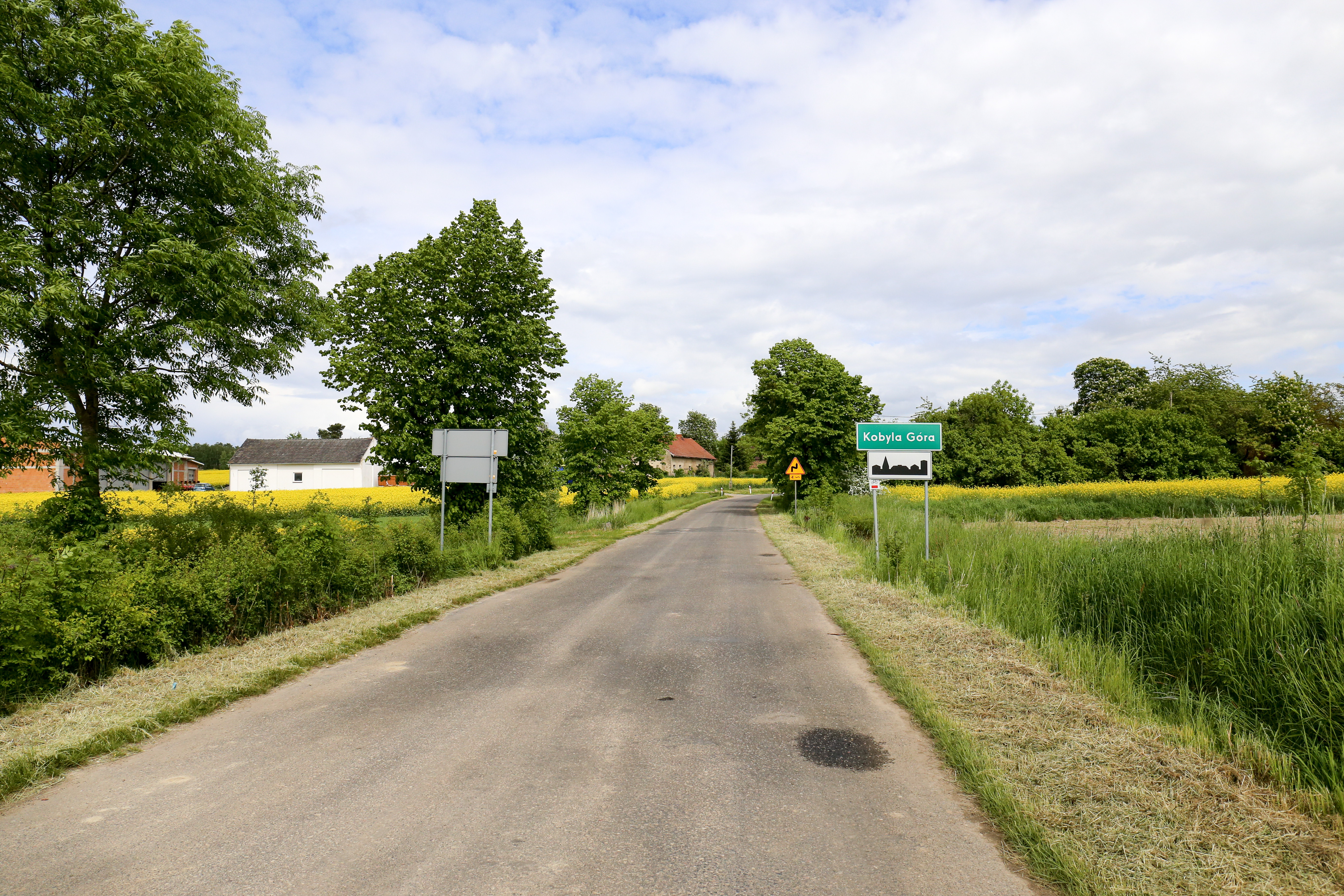

Kobyla Góra est une localité polonaise de la gmina de Gorzów Śląski, située dans le powiat d’Olesno en voïvodie d'Opole.